# 강민성 (성악가)
강민성(1980년 ~ )은 대한민국의 성악가다.

## 방송
- 콘테스트M2 (2022) - Top24

## 경력
- 뉴우먼클럽 홍보대사 (2018)
- 제17기 민주평화통일자문회의 평화통일 홍보대사 (2016)
- 독일 자르브뤼켄 국립극장 오페라단 솔리스트 (2007)

## 수상
- 제10회 대한민국나눔대상 (2015)
- 2013년 봉생청년문화상 공연부문 (2013)
- 아시아투데이선정 2012년을 빛낸 성악가 (2012)
- 고태국 성악콩쿨 여자 1위